# ماریانو آزوئلا
ماریانو آزوئلا گونزالز (به اسپانیایی: Mariano Azuela González) رمان‌نویس مکزیکی است. مضمون عمده آثار او نظامی گری و سیاست است.

## ترجمه آثار به فارسی
- ارباب‌ها: ترجمه سروش حبیبی، نشر امیرکبیر
- فلک زده‌ها: ترجمه فرشته مولوی ۱۳۶۳.